# العلاقات اللوكسمبورغية المالاوية
العلاقات اللوكسمبورغية المالاوية هي العلاقات الثنائية التي تجمع بين لوكسمبورغ ومالاوي.

## مقارنة بين البلدين
هذه مقارنة عامة ومرجعية للدولتين:
| وجه المقارنة                                              | لوكسمبورغ                                                     | مالاوي                     |
| --------------------------------------------------------- | ------------------------------------------------------------- | -------------------------- |
| المساحة (كم2)                                             | 2.59 ألف                                                      | 118.48 ألف                 |
| عدد السكان (نسمة)                                         | 599.45 ألف                                                    | 18.62 مليون                |
| الكثافة السكانية (ن./كم²)                                 | 231.45                                                        | 157.16                     |
| العاصمة                                                   | لوكسمبورغ                                                     | ليلونغوي، زومبا            |
| اللغة الرسمية                                             | اللغة اللوكسمبورغية، لغة فرنسية، اللغة الألمانية              | لغة إنجليزية، لغة الشيشيوا |
| العملة                                                    | يورو، فرنك لوكسمبورغ                                          | كواشا ملاوية               |
| الناتج المحلي الإجمالي (بليون دولار)                      | 62.40 مليار                                                   | 6.30 مليار                 |
| الناتج المحلي الإجمالي (تعادل القوة الشرائية) بليون دولار | 58.13 مليار                                                   | 22.43 مليار                |
| الناتج المحلي الإجمالي الاسمي للفرد دولار أمريكي          | 101.45 ألف                                                    | 338                        |
| الناتج المحلي الإجمالي للفرد دولار أمريكي                 | 101.93 ألف                                                    | 1.20 ألف                   |
| مؤشر التنمية البشرية                                      | 0.892                                                         | 0.445                      |
| رمز المكالمات الدولي                                      | +352                                                          | +265                       |
| رمز الإنترنت                                              | .lu                                                           | .mw                        |
| المنطقة الزمنية                                           | توقيت وسط أوروبا، ت ع م+01:00، ت ع م+02:00، أوروبا/لوكسمبورج ‏ | ت ع م+02:00                |

## منظمات دولية مشتركة
يشترك البلدان في عضوية مجموعة من المنظمات الدولية، منها:
| علم المنظمة | اسم المنظمة                               | تاريخ انضمام لوكسمبورغ | تاريخ انضمام مالاوي |
| ----------- | ----------------------------------------- | ---------------------- | ------------------- |
|             | البنك الإفريقي للتنمية                    | ?                      | ?                   |
|             | البنك الدولي للإنشاء والتعمير             | 27 ديسمبر 1945         | 19 يوليو 1965       |
|             | المركز الدولي لتسوية المنازعات الاستشارية | 29 أغسطس 1970          | 14 أكتوبر 1966      |
|             | منظمة التجارة العالمية                    | ?                      | ?                   |
|             | منظمة حظر الأسلحة الكيميائية              | ?                      | ?                   |
|             | الأمم المتحدة                             | 24 أكتوبر 1945         | 1 ديسمبر 1964       |
|             | منظمة الشرطة الجنائية الدولية             | ?                      | ?                   |
|             | وكالة ضمان الاستثمار متعدد الأطراف        | 29 أغسطس 1991          | 12 أبريل 1988       |
|             | يونسكو                                    | 27 أكتوبر 1947         | 27 أكتوبر 1964      |
|             | مؤسسة التنمية الدولية                     | 4 يونيو 1964           | 19 يوليو 1965       |
|             | مؤسسة التمويل الدولية                     | 4 أكتوبر 1956          | 19 يوليو 1965       |
|             | الاتحاد البريدي العالمي                   | ?                      | ?                   |
|             | الاتحاد الدولي للاتصالات                  | 2 مارس 1866            | 19 فبراير 1965      |

## وصلات خارجية
- موقع وزارة الخارجية اللوكسمبورغية